# 3642 Frieden
3642 Frieden (1953 XL1) là một tiểu hành tinh vành đai chính được phát hiện ngày 4 tháng 12 năm 1953 bởi Gessner, H. ở Sonneberg.